# Казандрино
Казандрино (італ. Casandrino, сиц. Casandrinu) — муніципалітет в Італії, у регіоні Кампанія, метрополійне місто Неаполь.
Казандрино розташоване на відстані близько 185 км на південний схід від Рима, 12 км на північ від Неаполя.
Населення — 14 242 особи (2014).

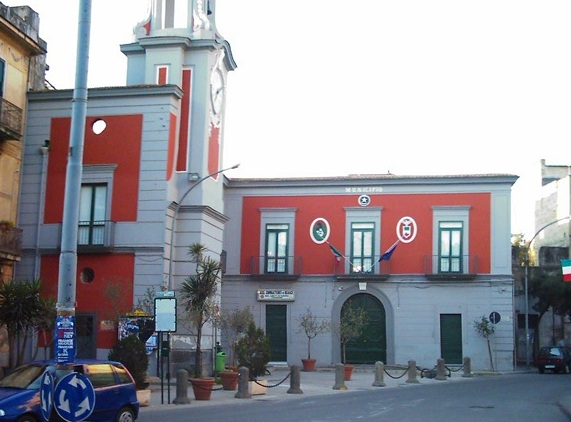

Щорічний фестиваль відбувається 15 липня. Покровитель — Madonna Assunta in cielo.

## Демографія
Населення за роками:

Станом на 1 січня 2023 року в муніципалітеті офіційно проживав 1191 іноземець з 31 країни, серед них 28 громадян країн Євросоюзу та 36 громадян України.

## Сусідні муніципалітети
- Арцано
- Грумо-Невано
- Меліто-ді-Наполі
- Неаполь
- Сант'Антімо